# Mesomachilis
Genre
Mesomachilis est un genre d'insectes aptères appartenant à l'ordre des  archéognathes. 

## Liste d'espèces
Selon NCBI (8 nov. 2016) :
- Mesomachilis nearcticus

## Liste des sous-genres
Selon ITIS (1 nov. 2011) :
- sous-genre Mesomachilis (Mesomachilis) Sturm, 1991
- sous-genre Mesomachilis (Rarochilis) Sturm, 1991